# 聯經出版
聯經出版事業公司，簡稱聯經，是一家台灣綜合出版社，偏重人文書籍的出版。

## 歷史

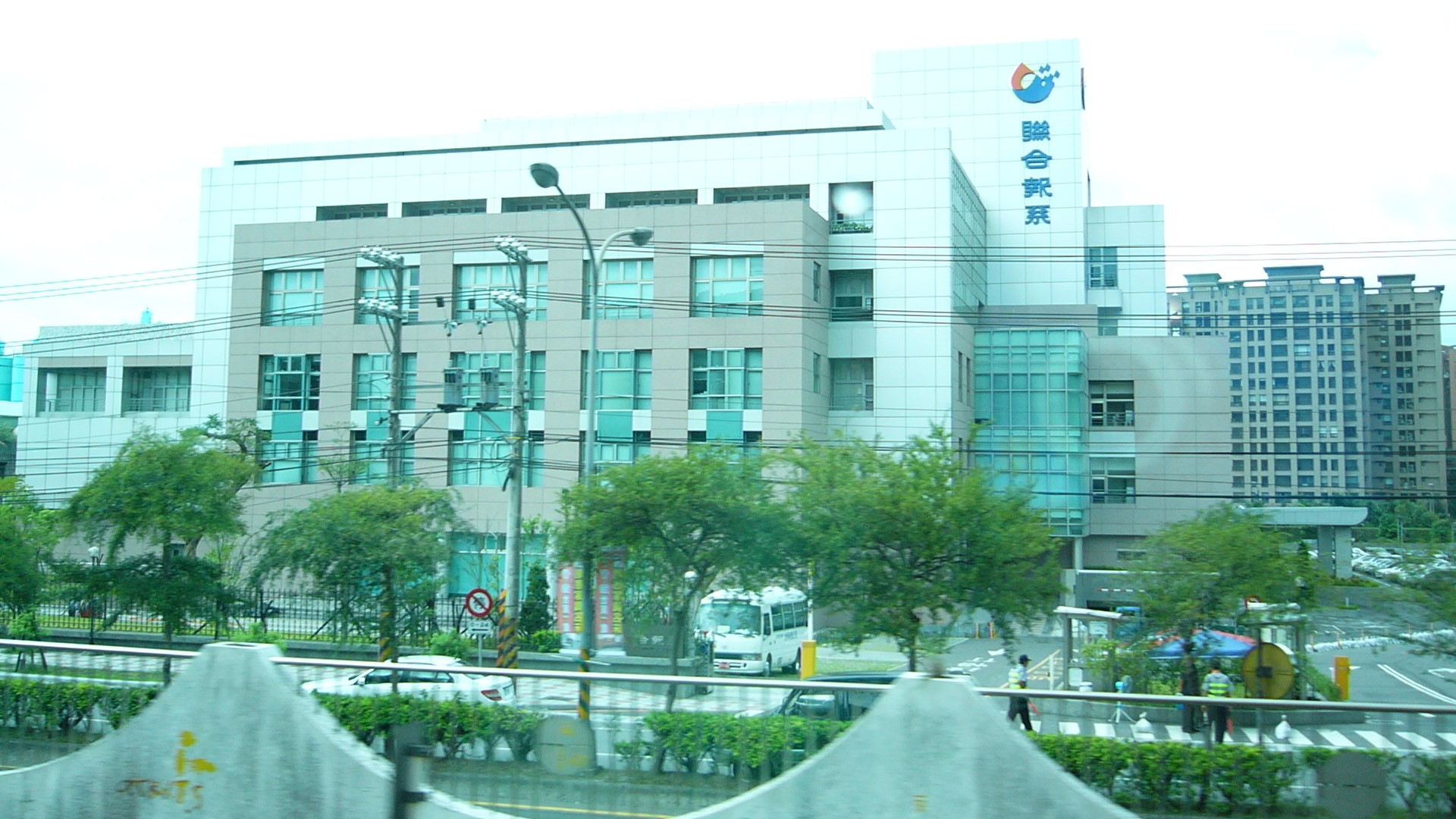
新北市汐止區大同路一段原聯經出版總部，2009年12月11日後為《聯合報》總部

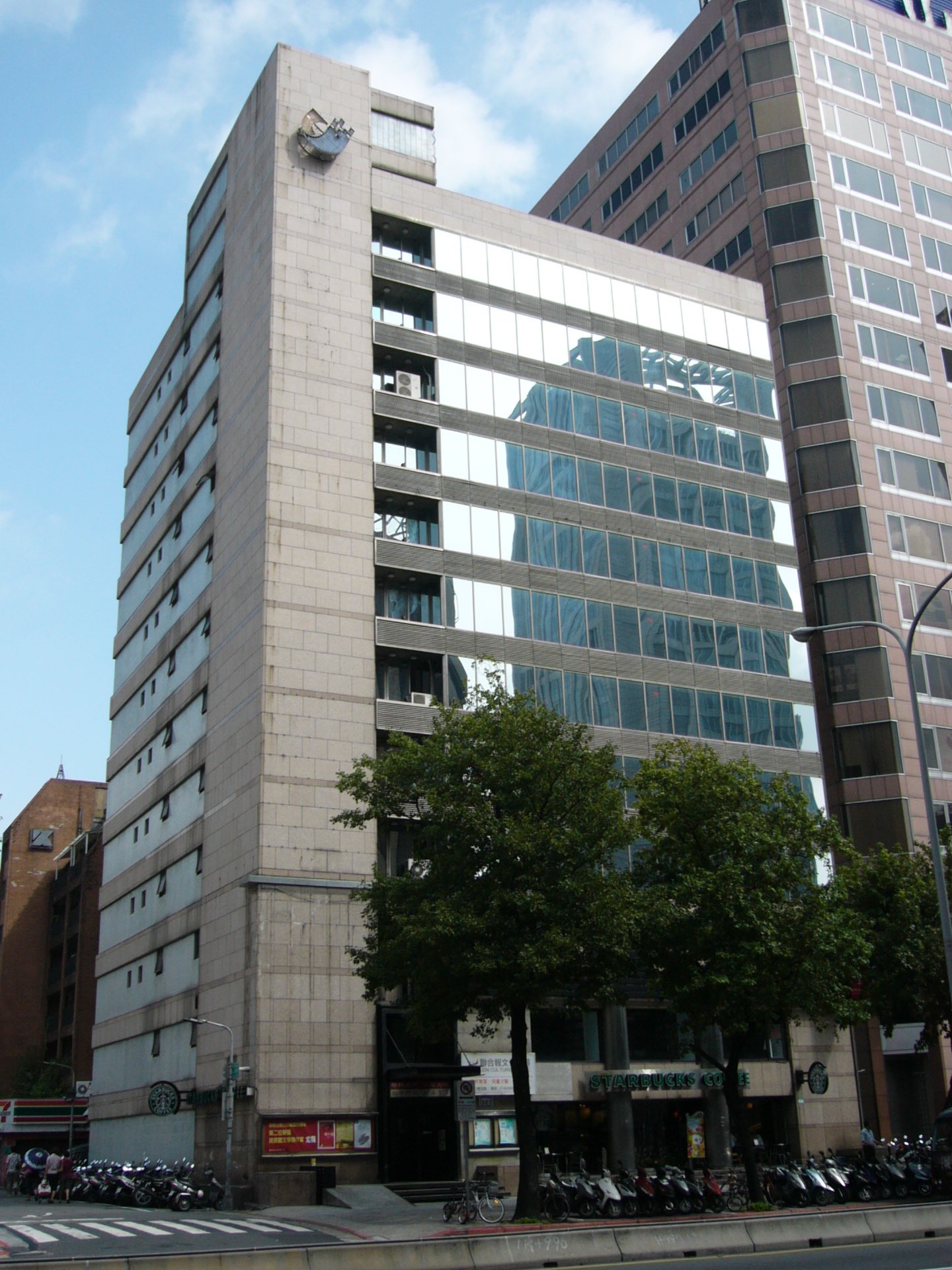
聯合報第三大樓，曾為聯經出版總部

1970年代台灣經濟騰飛，聯合報系創辦人王惕吾與聯合報社社長劉昌平有感於當時台灣對文化建設的忽視，決定創辦一家出版公司，重點支持學術著作的出版。1974年5月4日，聯經出版在台北市成立。“聯經”二字分別取自《聯合報》和《經濟日報》的第一個字，成為聯合報系的第三個事業實體。之所以選在5月4日作為聯經出版的生日，彰顯了聯經對五四運動精神的繼承。
王惕吾認為「報紙的生命只有一天，學術著作的價值卻可永遠存在」，他委由劉國瑞籌畫設立聯經出版、並擔任首任總經理。劉國瑞極為重視學術著作的品質，邀請學者專家組成編輯委員會，曾先後聘請屈萬里、虞兆中、宗先、易君博、繆全吉、單越、臺靜農、邱添生、張玉法等教授擔任編輯委員，由學者侯家駒擔任主任委員，審慎評選書稿。至今聯經仍維持編委會評選學術論著的機制，現任編委會編輯委員為學者楊儒賓、錢永祥、蕭高彥、廖咸浩、何寄澎、林載爵，主任委員王汎森。
2005年2月15日，聯經出版與上海季風書園在台北市信義區忠孝東路四段561號3樓（聯合報第三大樓）成立簡體中文書籍專賣店「上海書店」。
除了出版業務，聯經出版也曾是台灣大型圖書發行經銷商。2008年，聯經出版與農學社合資成立圖書發行經銷商聯合發行。
聯經並經營品牌人文書店。座落於台北市公館商圈、國立台灣大學校總區對面的「聯經書房」於1979年創立，是公館最有歷史的人文書店之一，並於2019年重新改裝。
2013年11月1日，聯合文學出版社將文學雜誌《聯合文學》與全國巡迴文藝營移轉予聯經出版。聯經出版接手經營後的《聯合文學》，以全彩、大開本印刷，更年輕化，展現文學結合生活風格的創意。

## 出版
四十多年來，聯經出版在人文與社會科學學術作品的出版上，持續不斷。以作者而論，就有中央研究院院士三四十人，包括于宗先、王汎森、丘成桐、全漢昇、朱敬一、吳大猷、杜正勝、李亦園、李濟、吳京、余英時、余國藩、何炳棣、邢義田、金耀基、周法高、屈萬里、林毓生、曹永和、張玉法、張光直、張灝、梁其姿、陳奇祿、陳省身、陳建仁、陳永發、陶晉生、許倬雲、許靖華、麥朝成、傅斯年、勞榦、楊聯陞、劉廣京、鄭毓瑜、蕭啟慶、錢穆、嚴耕望等院士，都有著作在聯經出版。也陸續出版了學人文集或全集，如胡適、錢穆、牟宗三、顧頡剛、屈萬里、蕭公權、齊如山等。
聯經出版是人文出版的重鎮，許多學者將在台灣出版的第一本書交由聯經出版，如余英時的史學著作《歷史與思想》、林毓生《思想與人物》等。而歷史學家黃仁宇的《中國大歷史》《汴京殘夢》等著作，也由聯經出版。
1974年聯經出版創社之初，就出版了歷史小說名家高陽作品《胡雪巖》，是高陽最暢銷的代表作，普遍流傳於華人世界。一般對《胡雪巖》系列的評價都認為，這是歷史上描述政商關係，以及在中國官場文化中商人如何致富，最細膩鮮活的一部小說。
在策劃出版方面，1983年聯經出版的《中國文化新論》十三冊，歷時兩年，是由學者劉岱主編、林載爵聯繫協調，動員海內外中青壯輩學者九十六人共同撰述，堪稱新文化運動以來華人社會最大規模的文化史集體撰述工作。
1988年，聯經出版創辦一份刊物《思想》，以翻譯西方經典文章為主，但礙於取得版權的困擾與翻譯者難求，只出版了一期而無法持續，首刷三千本仍銷售一空；2006年，聯經出版复刊《思想》，走季刊模式，1年出版4期，中央研究院中山人文社會科學研究所研究員錢永祥擔任總編輯。
2013年，聯經出版創辦刊物《思想史》，創刊號闡明：「在通古今之變與全球思想史之外，《思想史》可以更專注於議題的整合與擴大。《思想史》應該更敞懷地擁抱各類歷史議題，期能與整體史學的發展脈動同步。」《思想史》由中央研究院近代史研究所特聘研究員黃克武擔任主編。
聯經出版的代表出版品有J·R·R·托爾金《魔戒》、高行健《靈山》、蕭麗紅《千江有水千江月》、紀大偉《膜》、馬塞爾·普魯斯特《追憶似水年華》等書。

## 评价
聯經出版對於學術出版、學人全集長年投入。2014年5月1日，余英時在《聯合報·聯合副刊》如此評價聯經：「正是由於聯經對於無利可圖的學術著作抱著這樣嚴肅而又慷慨的態度，我才敢歷年來將多種專題研究之作首先送請聯經考慮。」「我和聯經之間，從一開始便遠遠超出了作者和出版家的契約關係。我每次在聯經出版一本書，都覺得是一次友情的交流。」

## 外部連結
- 聯經出版 （页面存档备份，存于）
- 聯合文學雜誌網站 （页面存档备份，存于）
- 聯經書房‧上海書店 （页面存档备份，存于）
- 聯經思想 （页面存档备份，存于）
- 聯經出版團隊介紹